# Những người trong cát
Những người trong cát là một tiểu thuyết kinh dị nói về Cthulhu Mythos của tác giả Adam Niswander. Nó được xuất bản 1000 bản bởi Fedogan & Bremer vào năm 1998, trong đó có 100 bản được đánh số và ký bởi tác giả và người vẽ minh hoạ.

## Tóm tắt nội dung
Tiểu thuyết lấy bối cảnh Núi Mê Tín khi người chỉ huy một căn cứ bí mật bị tác động bởi một quyền lực lạ thấm sâu vào trí óc của anh.